# Kronans kavaljerer
Kronans kavaljerer är en svensk komedifilm  från 1930 i regi av Gustaf Edgren. I huvudrollerna ses Fridolf Rhudin, Brita Appelgren, Weyler Hildebrand och Waldemar Dahlquist.

## Om filmen
Filmen premiärvisades den 1 december 1930 på biograf Skandia vid Drottninggatan i Stockholm. Den filmades av fotograferna Julius Jaenzon och Hugo Edlund i Filmstaden, Råsunda. Kronans kavaljerer är en blandning av stumfilm och ljudfilm, under ca 30 procent av filmen ges replikerna i stumfilmstexter med bakgrundsmusik. Musiken i filmen framfördes av SF-orkestern och Kungliga Flottans Musikkår.
Edgren och Cederstrand skrev manuset om kidnappare och harvande flottister. Fridolf Rhudin deltog själv i ganska livsfarliga scener. Bland annat ramlade han in i en öppen godsvagn med en tjur, hoppade av och hamnade på järnvägsspåret medan tågsättet rullade fram över honom.
Filmen har visats vid ett flertal tillfällen i SVT.

## Rollista i urval
- Fridolf Rhudin – Fridolf Svensson, menig flottist vid Kungl. Minregementet, barberare i det civila
- Weyler Hildebrand – Göran Göransson, sergeant, plutonchef
- Brita Appelgren – Elisabet Björklund
- Stina Berg – tant Julia
- Helge Kihlberg – farbror Göran
- Ragnar Arvedson – Dick Carter alias Ritz van der Aachen alias Svarta Vargen, ligaledare
- Waldemar Dahlquist – konferencier på vårcabareten
- Wiggerskvartetten – medverkar som malajer
- Ivar Hallbäck – Hallbäck, malaj i cabareten
- Carl Winther – Winther, malaj i cabareten
- Folke Rydberg – Rydberg, malaj i cabareten
- Gösta Bergström – Bergström, malaj i cabareten
- Sune Engström – Engström, pianist i cabareten
- Nils Ericson – löjtnant Ericson, gemenligen kallad Spiggen
- Knut Broberg – kabaretartist
- Eddie Figge – Marja Carter, Nick Carters fru
- Carl Ström – polischef
- Ludde Juberg – Andersson, flottist

## Musik i filmen
- Kronans kavaljerer, kompositör John Kåhrman, text Sverker Ahde
- Din klara sol går åter opp, kompositör Johann Georg Störl, svensk text 1814 Johan Olof Wallin
- Tramp! Tramp! Tramp! (the Boys Are Coming)  (The Tramp), kompositör och text 1865 George Frederick Root, text 1865 Joe Hill, instrumental.
- Alte Kameraden, kompositör Carl Teike, instrumental.
- Det är ingen idé i da', Ida, kompositör Einar Björke, text Gösta Stevens, sång Nils Ericson
- Rosen i Nordanskog, kompositör Jules Sylvain, text Valdemar Dalquist, sång Weyler Hildebrand
- En stackars fattig malaj (Malajens klagan), kompositör Jack Johnsson, text Valdemar Dalquist, framförs på piano av Sune Engström, med sång av Ivar Hallbäck, Carl Winther, Folke Rydberg, och Gösta Bergström
- Jag är ingen näktergal (Om man inte har för stora pretentioner),, text Nils Ferlin och Valdemar Dalquist, musikbearbetning Jules Sylvain, sång Fridolf Rhudin
- Karlsborgsvisan, sång Brita Appelgren
- Kungliga Södermanlands regementes marsch, kompositör Carl Axel Lundvall, instrumental, dans Brita Appelgren
- Sex låtar för klaver. Nr 6 Nachspiel  (Nachspiel), kompositör Wilhelm Peterson-Berger, instrumental.
- Linnéa eller En titt i sjömanskistan (Jag har skrivit till min flicka), kompositör och text Evert Taube, sång Weyler Hildebrand
- Akvareller. Nr 2, Humoresk (Humoresk), kompositör Tor Aulin, iInstrumental.